# ألفارو غاليندو
ألفارو غاليندو (بالإسبانية: Álvaro Galindo) هو لاعب اتحاد الرغبي أرجنتيني، ولد في 26 فبراير 1982 في سان ميغيل دي توكومان في الأرجنتين.

## وصلات خارجية
- ألفارو غاليندو عل موقع إسبنسكروم (الإنجليزية)
- ألفارو غاليندو على موقع ItsRugby.co.uk (الإنجليزية)